# Джо Ван Флийт
Катрин Джоузефин Ван Флийт, позната като Джо Ван Флийт (на английски: Jo Van Fleet), е американска актриса. 

## Биография
Родена е в Оукланд, Калифорния на 30 декември 1914 година. Тя е по-малката от двете дъщери на местните жители на Индиана и Мичиган Рой Х. Ван Флийт и Елизабет (Беси) Катрин (родена Гарднър). Баща ѝ Рой работи за железниците, умира от стрептококова инфекция на гърлото. След смъртта на баща ѝ се преместват да живеят в дома на родителите на майка им.
Интересува от ранна възраст от сценичните постановки, завършва Калифорнийския университет в Бъркли през 1936 г., като се фокусира върху разни теми, а след това прекарва няколко години като гимназиална учителка в Моро Бей, Калифорния. Продължава театралното си обучение в магистърска програма в Тихия колеж в Стоктън, щ. Калифорния. След завършването на магистърската си програма се премества в Ню Йорк, където продължава обучението си при Санфорд Майснер.

### Кариера
По време на дългата си кариера, продължила повече от 4 десетилетия, често играе герои, много по-стари от действителната ѝ възраст. Ван Флийт печели награда „Тони“ през 1954 г. за изпълнението си в бродуейската продукция „Пътуването до щедрото“, а на следващата година печели „Оскар“ за поддържаща роля в „На изток от рая“.
През февруари 1960 г., като признание за кариерата ѝ в киноиндустрията, както и за работата ѝ на сцената и в телевизията, Ван Флийт е наградена със звезда на Холивудската алея на славата на булевард „Холивуд“ 7010.
През 1946 г. Ван Флийт се жени за хореографа Уилям Г. Бейлс, остават заедно до смъртта му през 1990 г. Двойката има дете Майкъл.
В политически план се определя като демократ и на президентските избори в САЩ през 1952 г. подкрепя Адлай Стивънсън.

### Смърт
Ван Флийт почива на 81-годишна възраст в болница „Ямайка“ в Куинс, Ню Йорк. Тялото ѝ е кремирано, а пепелта е дадена на семейството ѝ. 

## Избрана филмография
| Година | Филм                      | Оригинално заглавие         | Роля       | Режисьор         |
| ------ | ------------------------- | --------------------------- | ---------- | ---------------- |
| 1955   | На изток от рая           | East of Eden                | Кейт       | Елия Казан       |
| 1956   | Кралят и четирите кралици | The King and Four Queens    | Ма МакДейд | Раул Уолш        |
| 1957   | Престрелка при O.K. Корал | Gunfight at the O.K. Corral | Кейт Фишър | Джон Стърджис    |
| 1967   | Хладнокръвният Люк        | Cool Hand Luke              | Арлета     | Стюарт Розенбърг |
| 1976   | Наемателят                | Le Locataire                | Мадам Диоз | Роман Полански   |